# Delphacura mosselensis
Delphacura mosselensis är en tvåvingeart som beskrevs av Lyneborg 1972. Delphacura mosselensis ingår i släktet Delphacura och familjen stilettflugor. Inga underarter finns listade i Catalogue of Life.